# Ісроїл Мадримов
Ісроїл Мадримов (узб. Isroil Madrimov; 16 лютого 1995, Хіва, Хорезмська область) — узбецький професійний боксер, чемпіон світу за версією WBA (2024) у першій середній вазі, чемпіон Азії та Азійських ігор серед аматорів.

## Аматорська кар'єра
Ісроїл Мадримов займався боксом з одинадцяти років. 2011 року завоював срібну медаль на чемпіонаті світу серед юніорів в легкій вазі, а 2013 року — срібну медаль на молодіжному чемпіонаті Азії в напівсередній вазі.
2014 року на Азійських іграх в напівсередній вазі переміг трьох суперників, а у фіналі програв Даніяру Єлеусінову (Казахстан) і отримав срібну медаль.
На чемпіонаті Азії 2017 в Ташкенті став чемпіоном в середній вазі, здобувши чотири перемоги, у тому числі над Абільханом Аманкулом (Казахстан) у півфіналі і над Лі Дон Джин (Південна Корея) у фіналі.
На чемпіонаті світу 2017 програв в другому бою Трою Айслі (США).
На Азійських іграх 2018 Мадримов переміг чотирьох суперників, у тому числі у півфіналі — Еуміра Марсіаля (Філіппіни) та у фіналі — Абільхана Аманкула, і отримав золоту медаль.

## Професіональна кар'єра
24 листопада 2018 року Ісроїл Мадримов дебютував у США на професійному рингу, а вже 9 березня 2019 року в своєму другому бою проти венесуельця Френка Рохаса завоював вакантний титул інтерконтинентального чемпіона за версією WBA в першій середній вазі.
До кінця 2020 року провів ще чотири переможних боя.
17 грудня 2021 року здобув перемогу технічним нокаутом у дев'ятому раунді над Мішелем Соро (35-2, 24 КО) (Франція). Матч-реванш між ними завершився технічною нічиєю у третьому раунді 9 липня 2022 року після того, як Соро отримав травму внаслідок зіткнення голів.
8 березня 2024 року зустрівся в бою за вакантний титул чемпіона WBA у першій середній вазі з Магомедом Курбановим (Росія). Мадримов від початку бою заволодів ініціативою та виграв перші три раунди. У четвертому була рівна боротьба. У п'ятому раунді Мадримов провів довгу атаку, під час якої Курбанов сів біля канатів і перестав відповідати на удари. Рефері зупинив поєдинок та присудив перемогу боксеру з Узбекистану.
3 серпня 2024 року зустрівся в бою з колишнім абсолютним чемпіоном в двох категоріях Теренсом Кроуфордом (США). Конкурентний бій тривав увесь відведений час і завершився перемогою одностайним рішенням суддів іменитого суперника Мадримова.

## Таблиця боїв
| 12 поєдинків, 10 перемог (7 нокаутом), 1 поразка, 1 нічия. | 12 поєдинків, 10 перемог (7 нокаутом), 1 поразка, 1 нічия. | 12 поєдинків, 10 перемог (7 нокаутом), 1 поразка, 1 нічия. | 12 поєдинків, 10 перемог (7 нокаутом), 1 поразка, 1 нічия. | 12 поєдинків, 10 перемог (7 нокаутом), 1 поразка, 1 нічия.  | 12 поєдинків, 10 перемог (7 нокаутом), 1 поразка, 1 нічия. | 12 поєдинків, 10 перемог (7 нокаутом), 1 поразка, 1 нічия.    |
| Бій                                                        | Рекорд                                                     | Дата бою                                                   | Суперник                                                   | Місце проведення бою                                        | Результат                                                  | Коментарі                                                     |
| ---------------------------------------------------------- | ---------------------------------------------------------- | ---------------------------------------------------------- | ---------------------------------------------------------- | ----------------------------------------------------------- | ---------------------------------------------------------- | ------------------------------------------------------------- |
| 12                                                         | 10-1-1                                                     | 3 серпня 2024                                              | США Теренс Кроуфорд (40-0)                                 | США Бенк оф Каліфорнія Стедіум, Лос-Анджелес, Каліфорнія    | UD 12                                                      | Втратив титул чемпіона WBA в першій середній вазі.            |
| 11                                                         | 10-0-1                                                     | 8 березня 2024                                             | Магомед Курбанов (25-0)                                    | Саудівська Аравія Kingdom Arena, Ер-Ріяд, Саудівська Аравія | TKO 5 (12)                                                 | Завоював вакантний титул чемпіона WBA в першій середній вазі. |